# Rifugio Plan de l'Aiguille
Il rifugio Plan de l'Aiguille (2.207 m s.l.m.) si trova nel massiccio del Monte Bianco e nel comune di Chamonix. È collocato nel gruppo montuoso delle Aiguilles de Chamonix.

## Accesso
L'accesso più semplice avviene dalla stazione intermedia della funivia che, partendo da Chamonix, arriva fino all'Aiguille du Midi.

## Ascensioni
- Aiguille du Midi - 3.843 m
- Aiguille du Plan - 3.673 m